# Xiapu

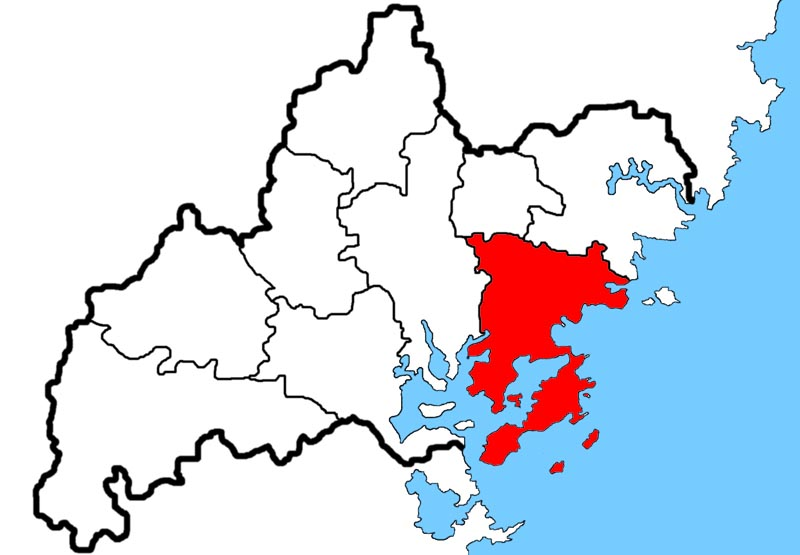
Karte des Kreises Xiapu der Stadt Ningde

Der Kreis  Xiapu (chinesisch 霞浦县, Pinyin Xiápǔ Xiàn) ist ein chinesischer Kreis in der Provinz Fujian. Er gehört zum Verwaltungsgebiet der bezirksfreien Stadt Ningde (宁德市). Xiabu hat eine Fläche von 1.696 km² und zählt 475.936 Einwohner (Stand: 2020). Sein Hauptort ist das Straßenviertel Songcheng (松城街道);